# Xe congrès du Front national
Le Xe congrès du Front national se tient à Strasbourg du 29 au 31 mars 1997.
Il intervient dans un contexte marqué par les dissensions internes, exacerbées par la victoire aux municipales partielles, quelques semaines auparavant, de Bruno Mégret à Vitrolles au travers de la victoire de sa femme Catherine.
Le Xe congrès intervient également dans un contexte de volonté de renouvellement du programme du parti qui veut préparer les législatives de 1998 en rénovant les propositions de la présidentielle de 1995.
De très grosses contre-manifestations à l’extérieur du congrès ont également marqué l’évènement.

## Contexte
Le Xe congrès se réunit juste après l’élection municipale de Vitrolles qui a eu lieu le 9 février 1997. Le succès de Vitrolles, un mois auparavant, a créé un électrochoc national, prouvant que le FN peut gagner au scrutin majoritaire en duel. L’effet est plus fort qu’a Toulon, Orange ou Marignane, ces trois villes ayant été acquises grâce à des courtes triangulaires. Mégret se sait au zénith après la victoire de Vitrolles. Il se sait légitimé en interne par ce succès.
Interrogé peu après la victoire de Vitrolles sur Europe 1 , Jean-Marie Le Pen minimise la portée de la victoire de Vitrolles et rappelle « qu’il n’y a pas de numéro deux au Front national ». Les mégrétistes souhaitent donc se servir de ce congrès pour imposer leur rapport de force en interne. Ils parlent même de mettre fin à la « dérive monégasque » du parti. De son côté, Samuel Maréchal a convaincu Marine Le Pen de se présenter aux élections du comité central pour la première fois.
Depuis deux ans, les proches de Jean-Marie Le Pen maintiennent leur pression sur la ligne du « Ni droite, ni gauche », pour maintenir la pression face au délégué général Bruno Mégret, défenseur d’un rapprochement avec la droite. Jean-Marie Le Pen se lance lui-même dans la surenchère «révolutionnaire» allant jusqu’à dire devant le conseil national du FNJ à l’été 1996 : « nous allons sans doute vivre des moments de crise. Mais c’est la crise qui est la grande accoucheuse de l’Histoire. Quand les situations sont bloquées, généralement c’est le forcement de la nature humaine qui débouche sur des temps nouveaux. Il y a un moment où tout cela va s’arrêter, et là ce sera la révolution. […] Alors je crois que vous aussi vous devez vous préparer […] car nous serons appelés à un moment par le peuple ».
Ce congrès intervient alors que la question des accords avec la droite réapparaît à l’horizon des législatives et des régionales prévues pour 1998. Pour les mégrétistes qui militent en faveur d’un rapprochement avec la droite, l’attitude de la droite pourrait être infléchie si Jean-Marie Le Pen cessait de s’en prendre ouvertement à eux. C’est dans cette ambiance de conflit de moins en moins larvé que le FN entame son Xe congrès à Strasbourg. Malgré tout, Bruno Mégret annonce ce congrès comme « un moment de démocratie interne » devant les journalistes.

## Elections internes

### Présidence du parti
Unique candidat, le fondateur du FN a été réélu sans surprise à la tête de son parti, à l’unanimité des mains levées et par acclamations par les 3200 congressistes rassemblés.

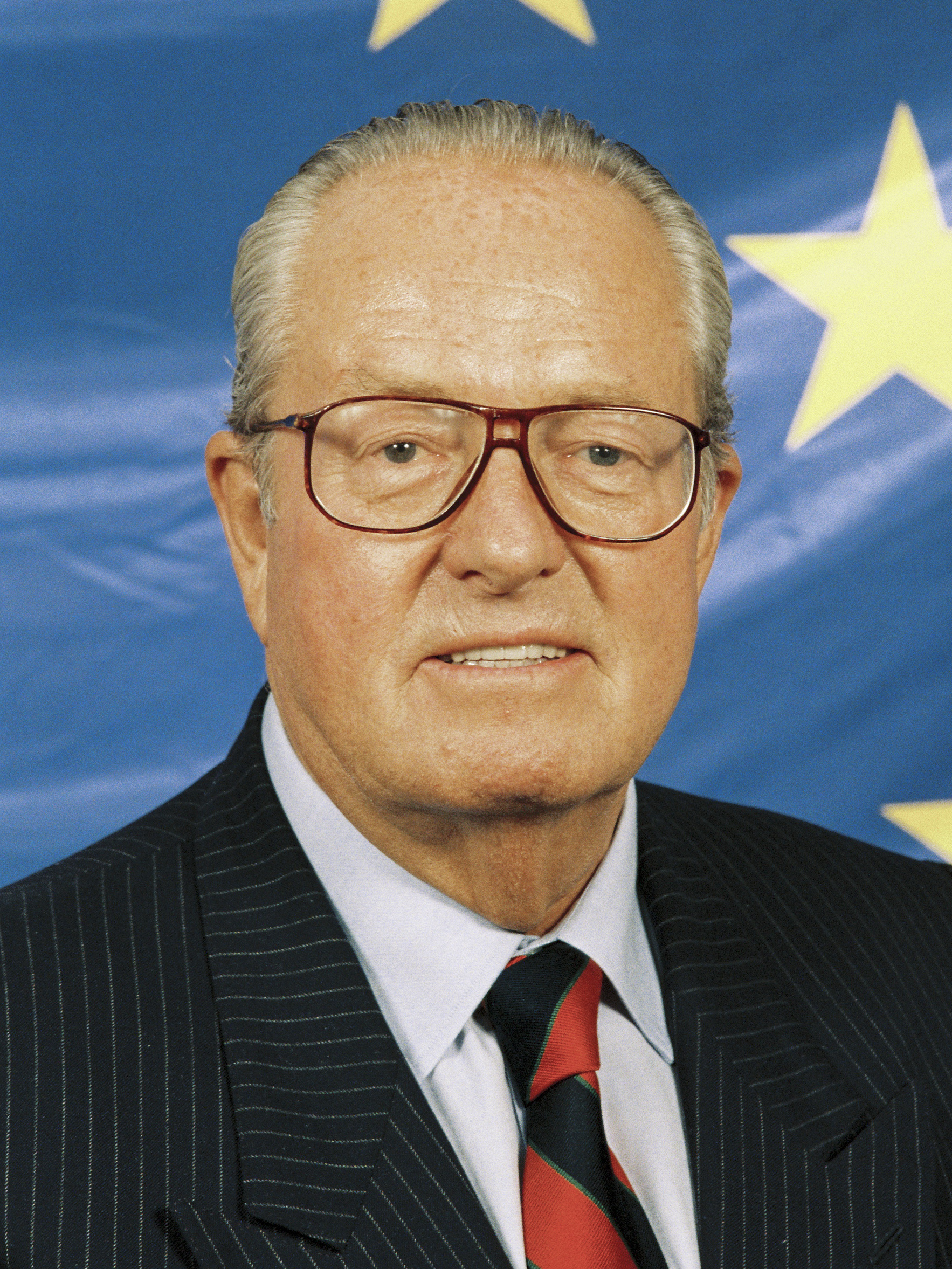
Jean-Marie Le Pen est réélu à la tête du Front national.

| Résultats         | Résultats  |
| Candidat          | %          |
| ----------------- | ---------- |
| Jean-Marie Le Pen | 100        |
|                   |            |
| Votants           | ≃ 3200     |
|                   |            |
| Inscrits          | Non connus |
| Exprimés          | Non connus |
| Blancs            | Non connus |
| Nuls              | Non connus |

### Comité central
Pendant que, sur scène, les discours s’enchainent, dans les couloirs et les salles attenantes, le vote pour les 100 membres du comité central se déroulent. Lors du précédent congrès du FN en 1994, le vote électronique avait été utilisé et le secrétaire général Carl Lang et le délégué général Bruno Mégret étaient arrivés à égalité de voix : 1972. A Strasbourg le vote fut manuel et régulier. La bataille électorale interne est intense et chacun fait campagne pour les siens : en fonction de ses affinités personnelles, territoriales, idéologique, clanique. Des dizaines de listes de recommandations circulent.
Non satisfait des résultats, Jean-Marie Le Pen interdit la publication des scores obtenus par les candidats à l’élection du comité central et égrène la liste des élus, sans commentaires et exclusivement par ordre de classement. Il demande à l’assistance de n’applaudir qu’à la fin de la lecture afin d’éviter de faire exploser les applaudissements à l’appel du vainqueur.
L’élection au comité central, consacre la progression du clan mégrétiste au sein du parti. Le délégué général arrive en tête en obtenant 3 758 voix, devant son ami Jean-Yves Le Gallou (3 439 voix) et devant Bruno Gollnisch (3 398 voix), Roger Holeindre (3 381 voix), Franck Timmermans (3 362 voix), Jacques Bompard (3 328 voix), Yvan Blot (3 316 voix), Marie-France Stirbois (3 288 voix), Carl Lang (3 287 voix) et Damien Bariller (3 166 voix),.

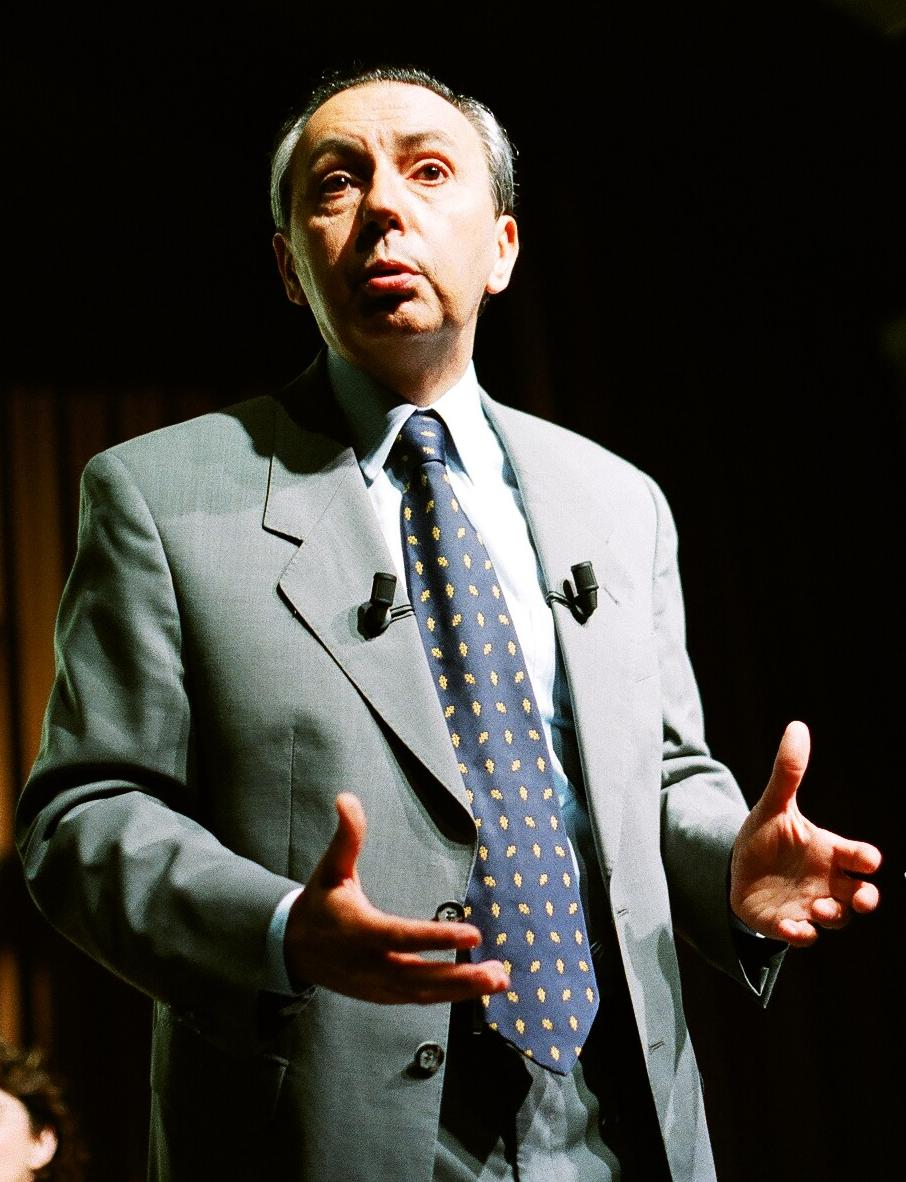
Bruno Mégret et ses proches sortent vainqueurs des élections internes.

Parmi les 6 nouveaux entrants parmi les 100 membres du comité central, Bruno Mégret obtient quatre des siens : le maire de Marignane, Daniel Simonpieri, qui arrive 15e, l’avocat et président des Amis de « National-Hebdo », Jean-François Galvaire, le secrétaire départemental de l’Eure, Yves Dupont et l’ancien conseiller général de Salon-de-Provence, Philippe Adam. A la sortie du scrutin Bruno Megret se réjouit :« le score de Jean-Yves Le Gallou est le signe que notre courant est majoritaire ».
Tout les fidèles mégrétistes sont donc réélus et progressent nettement par rapport au congrès précédent pour atteindre les premiers rangs. A l’inverse plusieurs piliers du premier cercle lepéniste recueillent des scores faibles : Samuel Maréchal n’est que 19e, Jean-Pierre Reveau 20e, Martine Lehideux 22e, Bernard Antony 26e , Dominique Chaboche 34e et Jean-Michel Dubois 63e.
Jean-Marie Le Pen tente de reprendre la main en nommant au comité central, sur son quota discrétionnaire de 20 membres, Marine Le Pen et quelques solides adversaires de Mégret, battus dans les urnes,. Concernant l’absence de Marine Le Pen parmi les 100, Jean-Marie Le Pen invoque une « erreur informatique » qui l’aurait privée de la 13e place.
10 minutes plus tard, malgré l’interdiction de Jean-Marie Le Pen, Mégret va en salle de presse pour divulguer les résultats aux journalistes. Devant la presse, a la suite de l’annonce des résultats, Jean-Marie Le Pen désigne ironiquement Mégret comme « maire consort de Vitrolles » et souligne de nouveau « qu’il n’y a pas de dauphin au FN, il y a plusieurs responsables, remarquables, qui animent le mouvement chacun dans sa sphère particulière».
Dans la salle, les 2200 délégués et leurs 1000 accompagnateurs applaudissent l’arrivée de Bruno Mégret sur scène après la proclamation des résultats. Il déclare a la tribune : « Je voudrais saisir l’occasion qui m’est donnée pour saluer le courage, la justesse d’analyse et la prescience de notre président, sans lesquels rien de ce qui était nécessaire n’aurait été possible. Pour cela et pour tout le reste, je voudrais, en votre nom, lui adresser notre profonde gratitude et lui témoigner mon estime, ma fidélité et mon amitié ».

## Déroulement du congrès

### Renouvèlement du programme
le Groupement d’Action Parlementaire (GAP) a pour objectif de présenter lors de ce congrès une rénovation des proposition présidentielles de 1995 en vue des législatives de 1998. Il est composé d’énarques et hauts fonctionnaires principalement.
Au total, 13 « projets de lois » sont présentés au congrès de Strasbourg. Ces projets traitent notamment de l’apprentissage, du commerce extérieur, du rétablissement de la peine de mort, de la restriction de l’acquisition de la nationalité française, de l’abrogation des lois Pleven-Gayssot, de l’instauration d’un revenu « maternel ou parental » ou encore du retour des immigrés dans leur pays d’origine.
La VIe République, un des thème centraux de la campagne présidentielle de Jean-Marie Le Pen en 1995, est très présente également au sein du projet présenté au congrès. Jean-Marie Le Pen clôturera même son discours de fin de congrès en disant : « Vive la VIe République ! ». Bruno Mégret présente une version plus restreinte de la réforme constitutionnelle lors du Xe congrès. « La VIe République viendra du changement de régime qui accompagnera ce changement de constitution » explique à la tribune le délégué général.
Dans le texte présenté lors du congrès, figurent des articles sur le « projet de référendum portant approbation de la réforme de la constitution » mais pas de réécriture du préambule. Interrogé la veille du congrès, Bruno Mégret justifie cet abandon : « Nous entendons ne pas donner d’arguments à nos adversaires et montrer, au contraire, que nous nous inscrivons dans la tradition républicaine ».
Le projet du FN prévoit notamment de limiter les pouvoirs du Conseil constitutionnel accusé de s’être érigé en « tribunal idéologique » en limitant son champ d’interprétation aux articles 1 à 84 de la Constitution. Le parti affirme également vouloir « renforcer la démocratie » en élargissant le champ référendaire et en instaurant le référendum d’initiative populaire, au niveau national et local, dans des domaines précis. Le texte présenté aux congressistes propose également de « consacrer la suprématie » du droit national sur le droit européen. Enfin le FN souhaite introduire le principe de la préférence nationale dans la Constitution. Un nouvel article 3 bis dispose que « la solidarité naturelle découle de l’appartenance à une nation commune. En conséquence, la citoyenneté française ouvre en tous domaines sociaux le droit à la préférence nationale ».

### Discours
Au lieu de son seul discours de clôture, Jean-Marie Le Pen prend la parole durant ce congrès, 3 fois en 3 jours.
Présentant le nouveau programme officiel du Front national, Jean-Marie Le Pen le présente comme «hostile à la politique économique de la gauche libéralo-marxiste et à celle de la droite marxo-libérale». Ce «grand changement», le président du Front national le défini comme «une alternative libérale, fiscale, sociale, familiale, morale, populaire, démocratique, culturelle, et surtout nationale». Il a ensuite fait référence à De Gaulle qui, «il y a cinquante ans, presque jour pour jour ici même à Strasbourg, en appelait au rassemblement des Français contre le régime des partis», celui qui «a fondé la Ve République sur les décombres de la IVe (...), un modèle que beaucoup devraient méditer», pour en appeler, à son tour, «à l'unité des patriotes» et «à la VIe République».
En conclusion de son rapport moral, Jean-Marie Le Pen a recommandé « d’être dans l’avenir, et surtout au cours de cette année dangereuse, particulièrement vigilants, particulièrement résolus à maintenir intacte et sans faille l’unité qui nous est nécessaire ».
Lors du discours de clôture, Jean-Marie Le Pen présente le FN comme «la force tranquille» et «l'espoir de la France». le président du FN annonce que désormais son mouvement a «une mission historique vis-à-vis de la France et des Français d'abord», mais aussi de «tous les peuples du monde qui veulent sauver leur identité nationale».

### Réunion du comité central
Le dernier jour du congrès, pour la réunion du nouveau comité central, Jean-Marie Le Pen, qui n'a pas apprécié les 3 758 voix recueillies par le délégué général, Bruno Mégret, se rend à la réunion en déclarant devant les journalistes : «Alors, comme ça, ma succession est ouverte ! ».
Contrairement à ce qu’il avait annoncé, Jean-Marie Le Pen se refuse le dimanche lors de la première réunion du comité central à élargir la composition du bureau politique pour ne pas y promouvoir de mégrétistes. Contrairement à l’usage, il décide également de repousser à la prochaine réunion du comité central, quelques semaines plus tard, la recomposition de ce bureau politique.
Le « bureau exécutif », organe officieuse jusqu’en 1997 est officiellement créé dans la révision statutaire du partie adoptée par le comité central lors de ce congrès.

## Analyses

### La «guerre des deux Bruno»
Le Xe congrès du FN marque la consécration de Bruno Mégret. Lui qui se présente comme le chef de file d’un courant « moderniste » au Front national face au courant catholique traditionaliste. Selon Michaël Darmon et Romain Rosso, « c’est pour cet avenir-là que les frontistes ont voté à Strasbourg ».
Pendant 3 jours, les 3200 congressistes ont encensé la récente victoire municipales à Vitrolles. Malgré les consignes du président du FN, les chiffres du scrutin ont circulé dans les couloirs. Bruno Mégret obtient 3758 voix et son rival Bruno Gollnisch, porte-parole des anti-mégrétistes, n’est que 3e devancé de 360 suffrages. Selon Michaël Darmon et Romain Rosso, cette victoire de Bruno Mégret marque la fin de la « guerre des deux Bruno ».

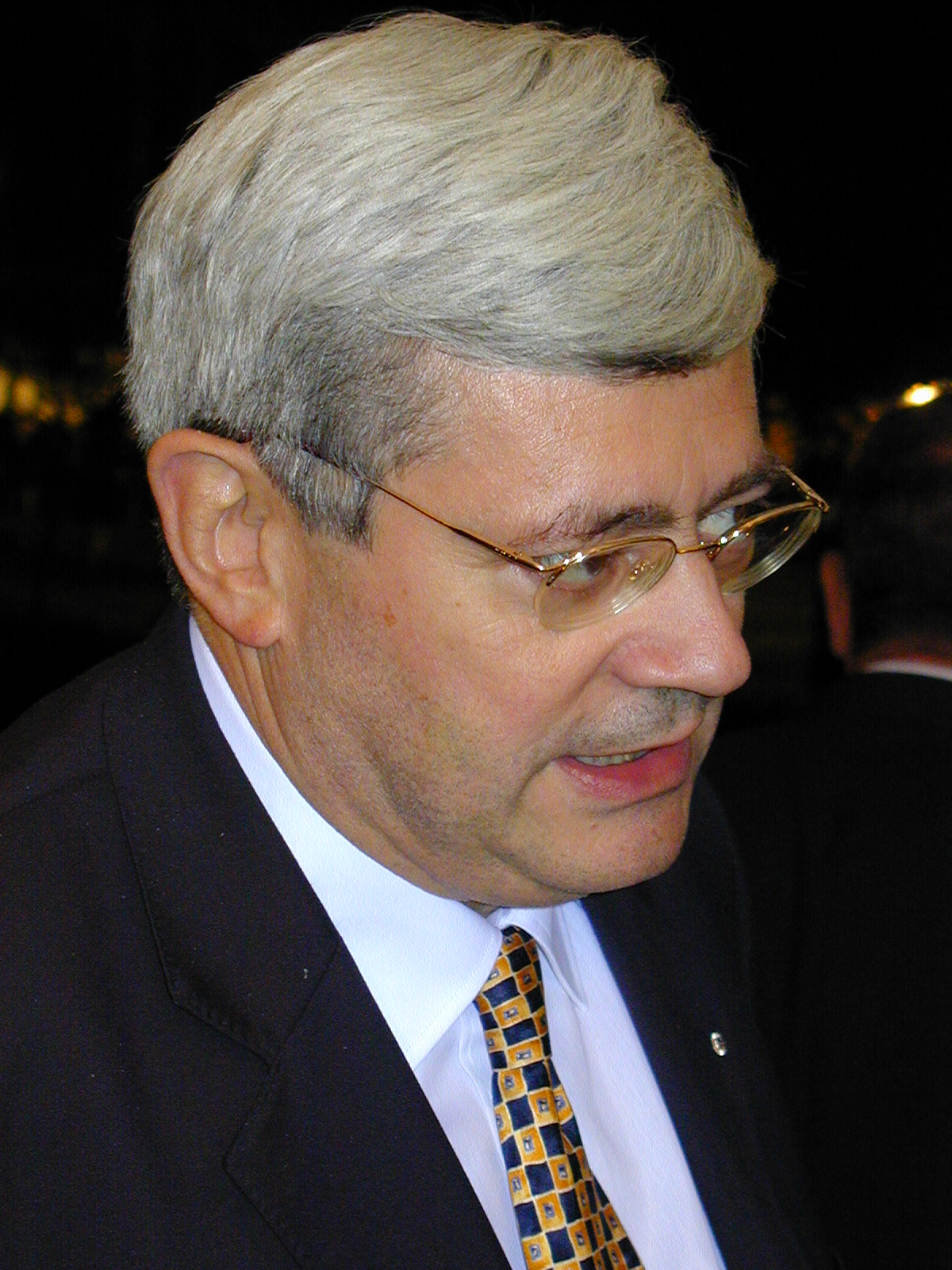
Bruno Gollnisch n'arrive que 3e au comité central.

Bruno Gollnisch se retrouve même devancé par Jean-Yves le Gallou qui arrive 2eme. Il est vrai que pour assurer ce succès, les mégrétistes ont eu recours à un grand classique des congrès politique : la distribution de listes de personnalités à élire. Parmi les 6 nouveaux membres du comité central, 4 sont mégrétistes dont le maire de Marignane, Daniel Simonpieri. Ils sont dans le haut du classement du comité central : Derrière les deux premiers, Bruno Mégret et Jean-Yves le Gallou, Franck Timmermans arrive 5e , Yvan Blot 7e, Damien Barillet 10e et Philippe Colombani 17e. Plus de la moitié des secrétaires départementaux sont acquis au délégué général.
Le gollnischien Jean-pierre Schenardi annonce : « des listes ont circulé, Mégret a bien manœuvré ». Un cadre du bureau politique confirme à la presse que « certains n’ont voté que pour 30 noms au lieu de 100 » ce qui a entrainé « une surprime par rapport aux autres ». Même si Bruno Gollnisch s’est refusé à donner personnellement des consignes, ses amis ont intrigué à sa place. Ainsi Marie-France Stirbois, dans les couloirs du « paquebot », faisait déjà circuler aussi des listes en amont du congrès en faveur de Gollnisch. Néanmoins celui-ci arrive 3e derrière Jean-Yves Le Gallou, le président du groupe FN au conseil régional d’Ile-de-France, devancé de 41 voix. Les partisans de Gollnisch sont furieux eux qui, en 1995 avaient poussé sa candidature au poste de secrétaire général justement pour limiter l’influence de Bruno Mégret.
Le système de vote original prévu par le règlement du parti, conçu pour contrer toute tentative d’entrisme a pourtant été modifié pour ce congrès. Selon, en effet, que l’on est délégué ordinaire, membre du comité central sortant, ou secrétaire départemental ou régional, voire membre du bureau politique, l’on disposait de 1,5 ou 10 voix. Il a été effectué une modification pour le congrès de Strasbourg afin que les délégués ordinaires disposent désormais de 2 voix.
Les résultats de ces différents collèges ne sont pas révélés au public, mais il apparait que Bruno Gollnisch n’arrive que 7e dans le collège le plus important, celui des cadres (10 voix). Cela signifie que les responsables de fédérations n’ont pas voté pour celui qui les dirige, alors que Bruno Mégret et Jean-Yves Le Gallou caracolent eux en tête dans le collège des 5 voix,.
Selon Jean-Claude Bardet membre du bureau politique, « Depuis un certain temps, les cadres avaient le sentiment que l’accession au pouvoir passait par Bruno Mégret ».
Bruno Gollnisch minimise néanmoins les résultats devant la presse : « Vous me propulser en rival de Mégret, ce que je ne suis pas. Mon rôle est très modeste. Ma seule ambition est de construire quelque chose de stable qui durera après lui et après moi, voilà ».

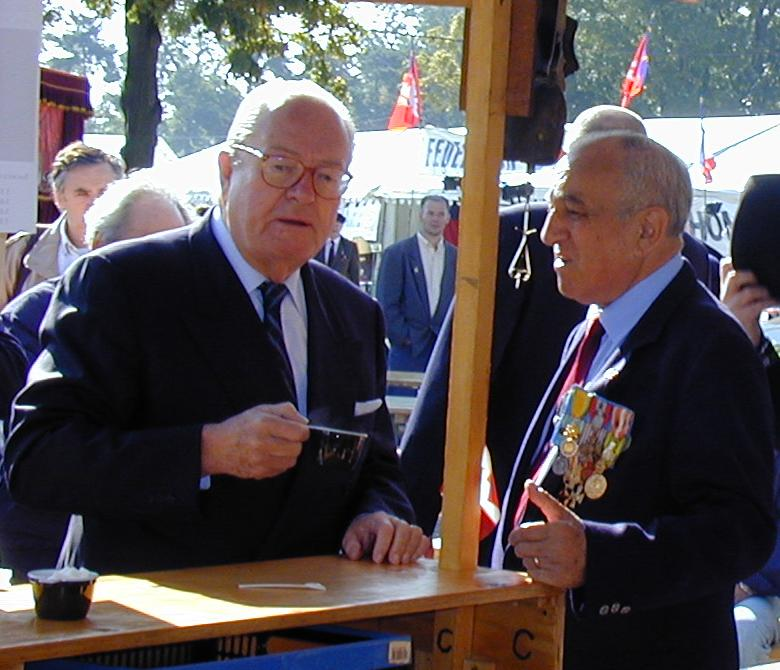
Jean-Marie Le Pen et Roger Holeindre.

Pour rééquilibrer les forces internes, Jean-Marie Le Pen promeut son proche Roger Holeindre, à la vice-présidence du FN ce qui provoque des railleries de la part des mégrétistes comme Damien Barillet, directeur de cabinet de Mégret qui énonce lors du cocktail de clôture du congrès :  « décidément, le Front se tourne vers l’avenir, la rénovation est en marche. ». Jean-Marie Le Pen lui répond alors « je préfère un para qui a la croix de guerre plutôt qu’un merdeux qui sort de Sciences Po ».
Selon Jean-Yves Le Gallou, « le sacre de Mégret à Strasbourg est spontané et s’explique facilement : il apparait comme l’homme qui rend la victoire possible, l’espoir ». Pour les mégrétistes, Bruno Gollnisch a perdu parce qu’il n’a pas su se libérer des tutelles de la vieille garde du FN, dont il est très proche, et de sa posture trop consensuel.
Selon Renaud Dély, « A l’entrée du congrès, tout le monde se penchait sur le duel Mégret-Gollnisch, trois jours plus tard, le secrétaire général n’a plus qu’un rival : Le Pen lui-même ».

### Renforcement des tentions entre Jean-Marie Le Pen et Bruno Mégret
Jean-Marie Le Pen a profité de ce congrès pour réaffirmer la position de « troisième voie » engagée par le parti depuis 1990. Le Front national maintient une opposition hostile non seulement aux partis de gauche mais au système de partis tout entier, à « la bande des quatre » (PCF, PS, UDF et RPR) selon les termes de Le Pen. Cette position stratégique a été confirmée et même renforcée lors du congrès : aucune alliance avec la droite classique n’est envisagée et le parti opte pour une attitude de confrontation systématique.
Néanmoins, selon certains observateurs, c’est bien la ligne mégrétiste « d’union des droites » qui sort vainqueur lors de ce congrès où « les cadres du parti ont voté pour l’accession au pouvoir plutôt que pour la revanche sur l’histoire » en permettant au « théoricien de la grande alternative » d’assoir son statut en interne de dauphin.
Les résultats du scrutins du Xe congrès ont exceptionnellement été évacué dès la première journée contrairement à l’habitude, pour garantir une ambiance plus sereine au déroulement du week-end selon les organisateurs.
Ces résultats sont marqués également par la candidature pour la première fois au comité central de Marine Le Pen, qui échoue à intégrer le comité central faute d’un nombre suffisante de voix. Jean-Marie Le Pen évoque alors devant les journalistes « une erreur informatique ». En réalité les mégrétistes ont délibérément choisi d’évincer Marine. Selon Carl Lang « c’est là l’erreur de Mégret : plus il montrait sa puissance, plus il rentrait en confrontation avec Le Pen », un avis partagé par Jean-Yves Le Gallou pour qui « L’élimination de Marine Le Pen était une véritable bavure, ça n’a fait qu’accroître un peu plus les tensions entre Mégret et Le Pen ». Néanmoins selon lui cela n’est pas le résultat d’un « complot mégrétiste » car ni Mégret ni lui n’aurait fait la moindre campagne contre Marine Le Pen. Il rejette la faute sur des différents familiaux entre les sœurs de Marine Le Pen et les gendres Philippe Olivier et Samuel Maréchal.
Selon Michaël Darmon, « la victoire électorale a succédé à la conquête des esprits ». La victoire de Vitrolles enfantant la « mégrétisation des esprits » permettant à Bruno Mégret de l’emporter deux fois : à Vitrolles puis au congrès.